# DN29
DN29 este un drum național din România, care leagă Suceava de Botoșani. Dincolo de Botoșani, drumul trece prin Săveni și se termină în DN24C la Manoleasa.